# Текстура гнейсова

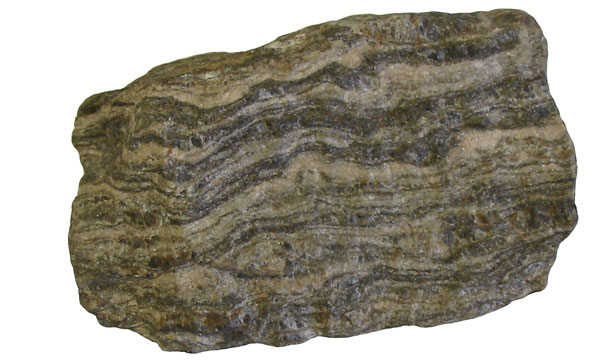
Текстура гнейсова.

Текстура гнейсова (Текстура ґнейсова, Текстура ґнейсоподібна) — різновид текстури гірських порід. Властива сланцюватим або розсланцьованим вапнистим породам, гнейсам, мігматитам, амфіболітам і виражається в паралельному орієнтуванні деяких мінералів, а також у шаруватості гірських порід, чергуванні смуг та лінз різного мінерального складу та структури.